# Ćmielów
Ćmielów est une ville de Pologne, située dans le sud-est du pays, dans la voïvodie de Sainte-Croix. Elle est le siège de la gmina de Ćmielów et du powiat d'Ostrowiec.